# Île Albany (Queensland)
Pour les articles homonymes, voir Albany.
L'Île Albany, ou Pabaju, est une île à la pointe même de la péninsule du cap York dans le chenal Adolphus, faisant partie du groupe des îles Manar dans le Queensland, en Australie, à environ 20 km à l’est de Bamaga, et 6 km au sud-est de la pointe du Cap York. L’île fait partie des îles du détroit de Torrès. Elle fait environ 6 km de long et est volcanique avec des récifs coralliens frangeants. On dit qu’elle a certainement fait partie du territoire du peuple Djagaraga ou Gudang.
L’île a été étudiée très tôt dans l’histoire de la région, par le capitaine Owen Stanley, Royal Navy, en 1848 et une partie de l’île a été nommée Port Albany.
Une station bêche-de-mer fut établie sur l’île en 1862 par C. Edwards et J. Frazer. Après une inspection par le gouverneur du Queensland Bowen, une colonie a été planifiée pour l’île, mais elle a été construite à la place en 1863 sur le continent adjacent, à Somerset (Queensland). Il y avait encore une ferme de coquillages trochus sur place en 1995 et il y a maintenant une ferme de perles opérationnelle.
L’épave du RMS Quetta, un navire à passagers qui a coulé en 1890, se trouve juste au large de l’île Albany. Le navire a heurté un rocher inconnu et a coulé en très peu de temps, tuant 134 personnes.

## Historique
Le Djagaraga (aussi connu sous les noms de Yadhaigana, Dyagaraga et Yagulleone) est des langues de la péninsule du cap York. La région linguistique comprend le paysage à l’intérieur des limites des administrations locales du Conseil régional de la région de la péninsule du Nord. Traditionnellement, la langue était parlée dans l'est de la péninsule du cap York, en particulier dans les localités de l’île Albany et de l’île Mount Adolphus.